# Ranuccio Farnese (cardenal)
Ranuccio Farnese, anomenat il cardinalino, (Valentano, Estats Pontificis 1530 - Parma, Ducat de Parma 1565) fou un prelat, membre de la Dinastia Farnese, que va esdevenir cardenal.

## Orígens familiars
Va néixer l'11 d'agost de 1530 a la ciutat de Valentano, població que en aquells moments estava sota domini dels Estats Pontificis i que posteriorment passà a mans de la família Farnese. Fou el quart fill del duc Pere Lluís I de Parma i Girolama Orsini. Per línia paterna fou net del papa Pau III i germà de d'Alexandre Farnese i Octavi I de Parma.
Morí el 29 d'octubre de 1565 a la ciutat de Parma, i fou enterrat a la catedral de Parma, si bé posteriorment el seu cos fou traslladat a la Basílica de Sant Joan del Laterà de Roma.

## Vida religiosa
Als 12 anys va ser nomenat prior dels Cavallers de Malta a Sant Joan de Forlani de Venècia. El 16 de desembre de 1545, als 15 anys, fou nomenat cardenal pel seu propi avi, juntament amb Pedro Pacheco Ladrón de Guevara i Enric de Portugal, sent un dels nomenaments més joves de la història i motiu pel qual rebé el seu sobrenom.
Fou administrador de la diòcesi de Nàpols i del Patriarcat Llatí de Constantinoble, sent nomenat posteriorment arquebisbe de Nàpols (1544-1550), així com de Ravenna (1549-1564) i Sabina (1565).
Fou mecenes de Federico Commandino, un important traductor de treballs matemàtics de l'antiga Grècia.